# Llanterna elèctrica

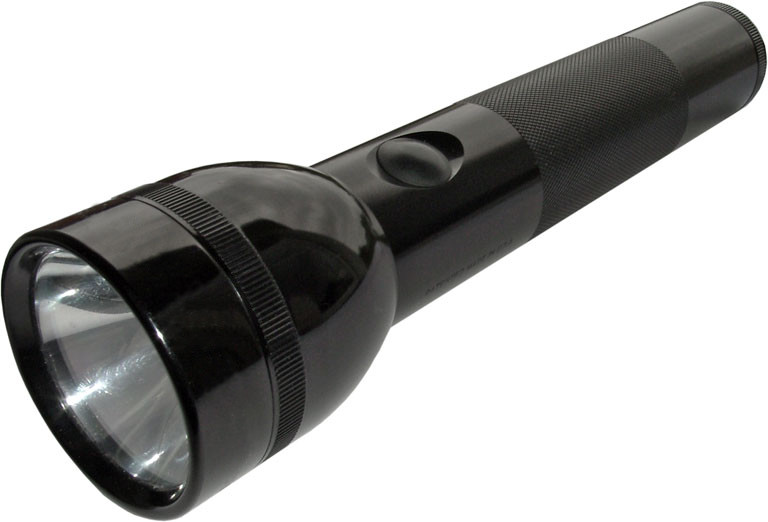
Llanterna elèctrica

Una llanterna elèctrica és un aparell portàtil d'il·luminació que funciona mitjançant piles o bateries elèctriques. Sol estar composta d'una carcassa que conté les piles i la bombeta. A part de la seva funció principal que és la d'il·luminar, les llanternes es poden utilitzar per fer senyals o indicar una localització (balisa).
Hi ha diferents models de llanterna, com la llanterna frontal que subjecte al cap allibera les mans per a altres menesters. Les llanternes frontals han augmentat la lluminositat durant dècades damunt dels cascs en la mineria, i també estan disponibles en el mercat per al gran públic amb estructures de corretges o gomes que les subjecten al cap.

## Llanterna amb dinamo

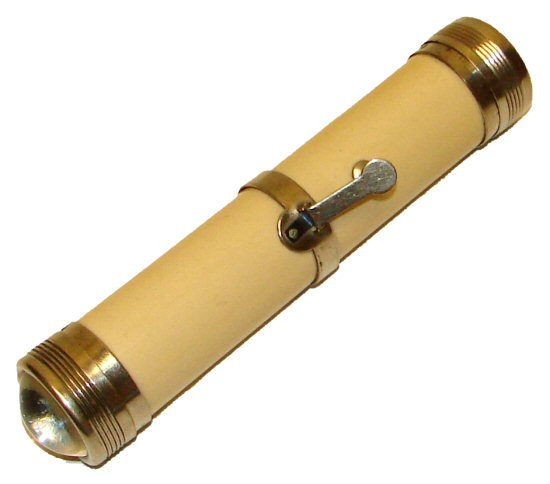
Llanterna Energizer de 1899.

Gràcies al desenvolupament dels díodes LED, que consumeixen molt poca energia, s'han començat a comercialitzar llanternes amb una dinamo com subministrament d'eia, en lloc d'emprar piles.
La recàrrega de la dinamo s'aconsegueix agitant la llanterna amunt i avall, accionant una palanca o girant una manovella. Atès que l'energia produïda amb la dinamo es perdria al mateix moment de ser produïda, aquestes llanternes porten també condensadors o piles recarregables que emmagatzemen l'energia produïda i la van proporcionant posteriorment.
A part dels sistemes citats, n'hi ha un tipus que funciona tirant un fil o una corda, però el mateix ha quedat obsolet a causa que no és tan pràctic com els anteriors. Aquestes llanternes, igual que les dotades de llums fluorescents, tenen un desavantatge: il·luminen a molt poca distància pel que solament serveixen per il·luminar objectius propers.

## Llanterna amb fluorescent

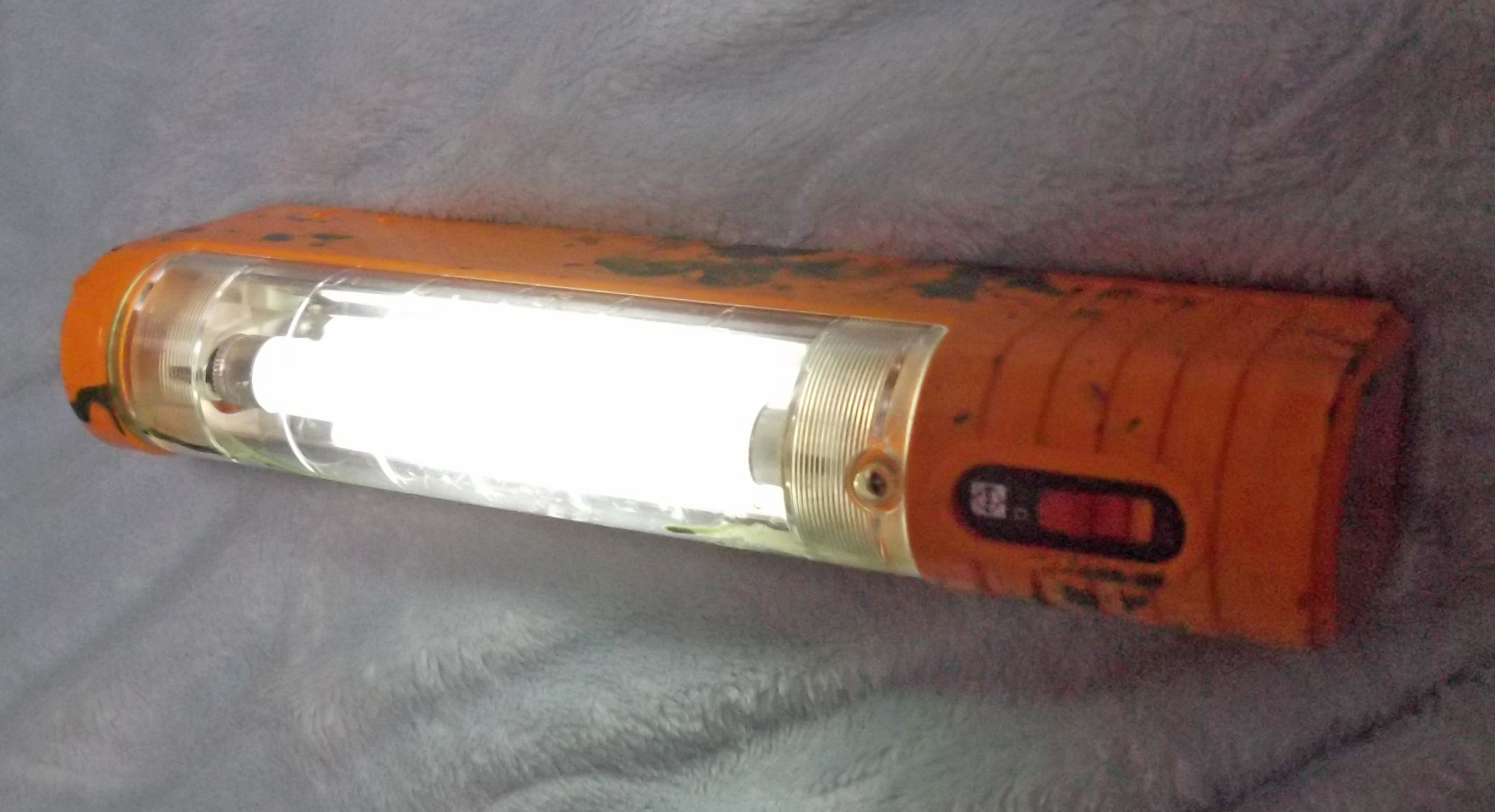
Llanterna amb fluorescent

Alguns models incorporen diversos tipus d'il·luminació en la mateixa llanterna: un llum fluorescent, un intermitent per a senyalització i un dispositiu òptic per obtenir un feix lluminós dirigible.
L'avantatge que té l'ús de llums fluorescents és que el seu rendiment és major, i per tant, produeixen més il·luminació amb un baix consum d'energia, afavorint el menor desgast de piles o bateries. No obstant això, és una llum molt difuminada que no serveix per il·luminar objectius concrets, i és més adequada per il·luminar una estada, com una petita habitació o l'interior d'una tenda de campanya.

## Llanterna amb LEDs

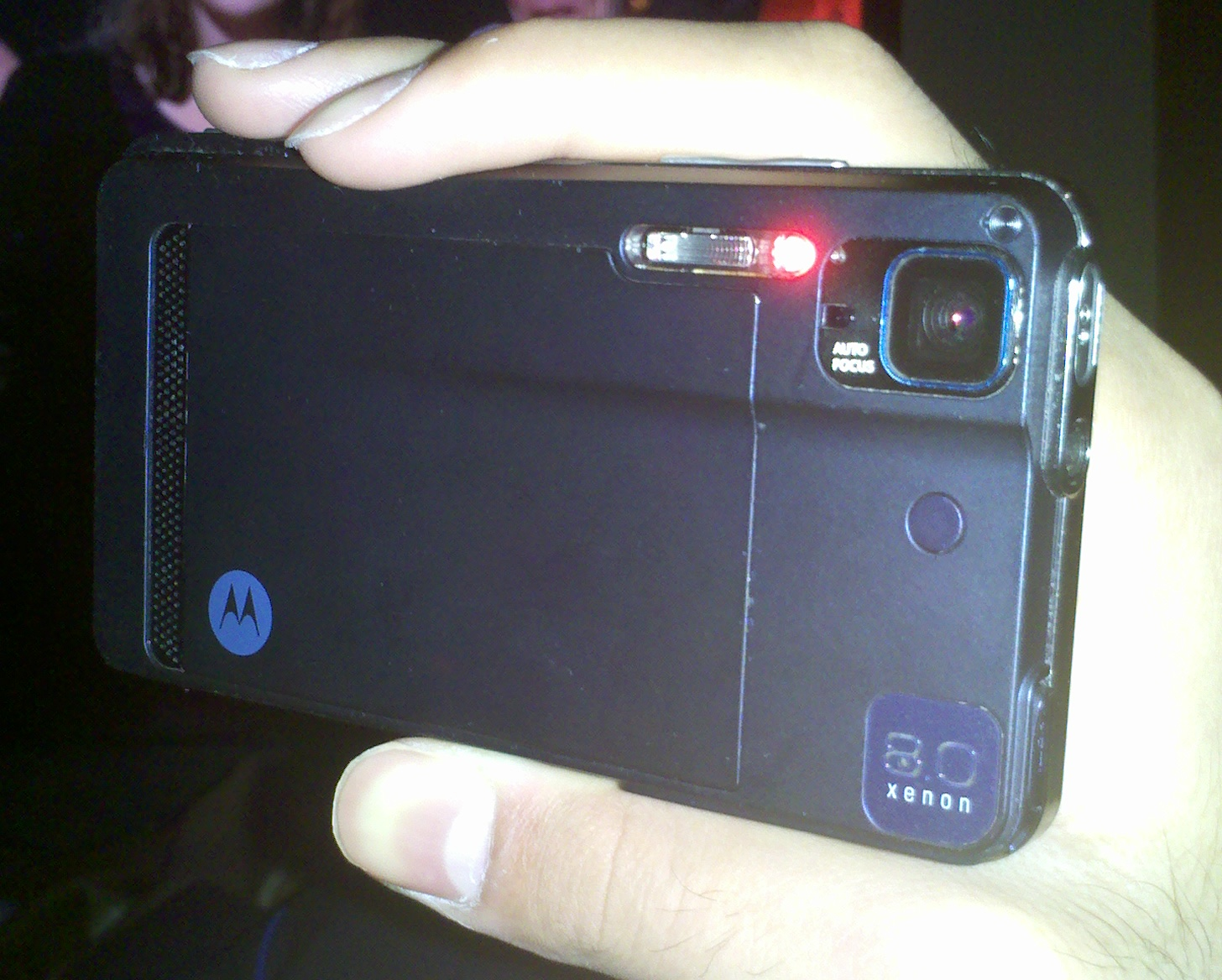
Smartphone com a llanterna

Una altra nova tecnologia que pot allargar la durada de les bateries o piles consisteix a substituir la bombeta per diversos díodes LED d'alta potència. En ser el consum d'un LED considerablement reduït, les bateries tenen una major durabilitat.
Els díodes LED ofereixen una llum més blanca que les de les bombetes, però també es poden obtenir en diferents colors.

## Smartphonecom llanterna
Els dispositius portàtils multi-funció poden incloure una llanterna com una de les seves característiques; per exemple, una combinació portàtil de ràdio/llanterna. Molts telèfons intel·ligents tenen un botó o una aplicació de programari disponibles per pujar el llum de fons de pantalla a la màxima intensitat, o per encendre el flaix de la càmera o el llum de vídeo, proporcionant una funció de "llanterna".

## Galeria

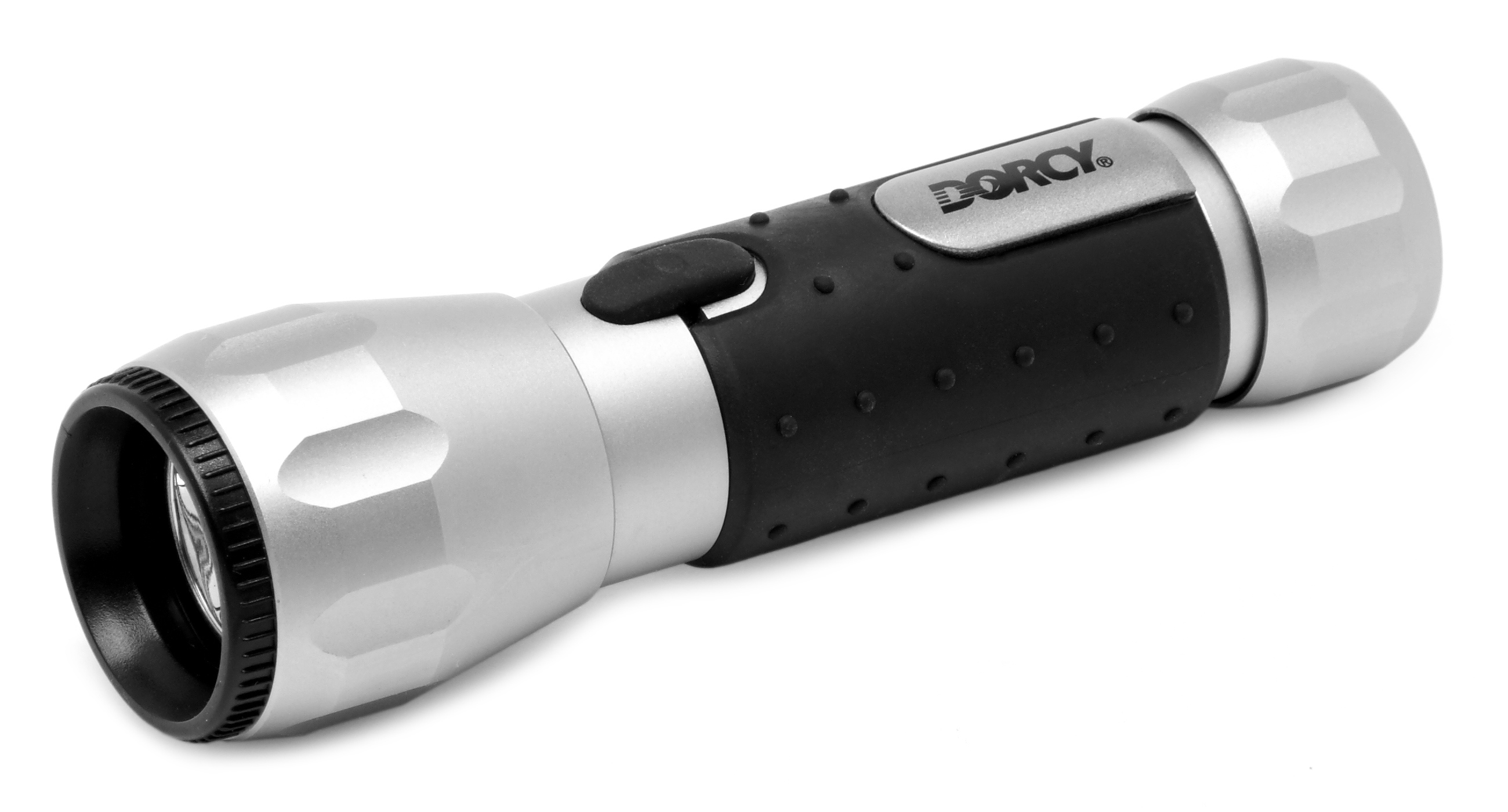
Llanterna LED
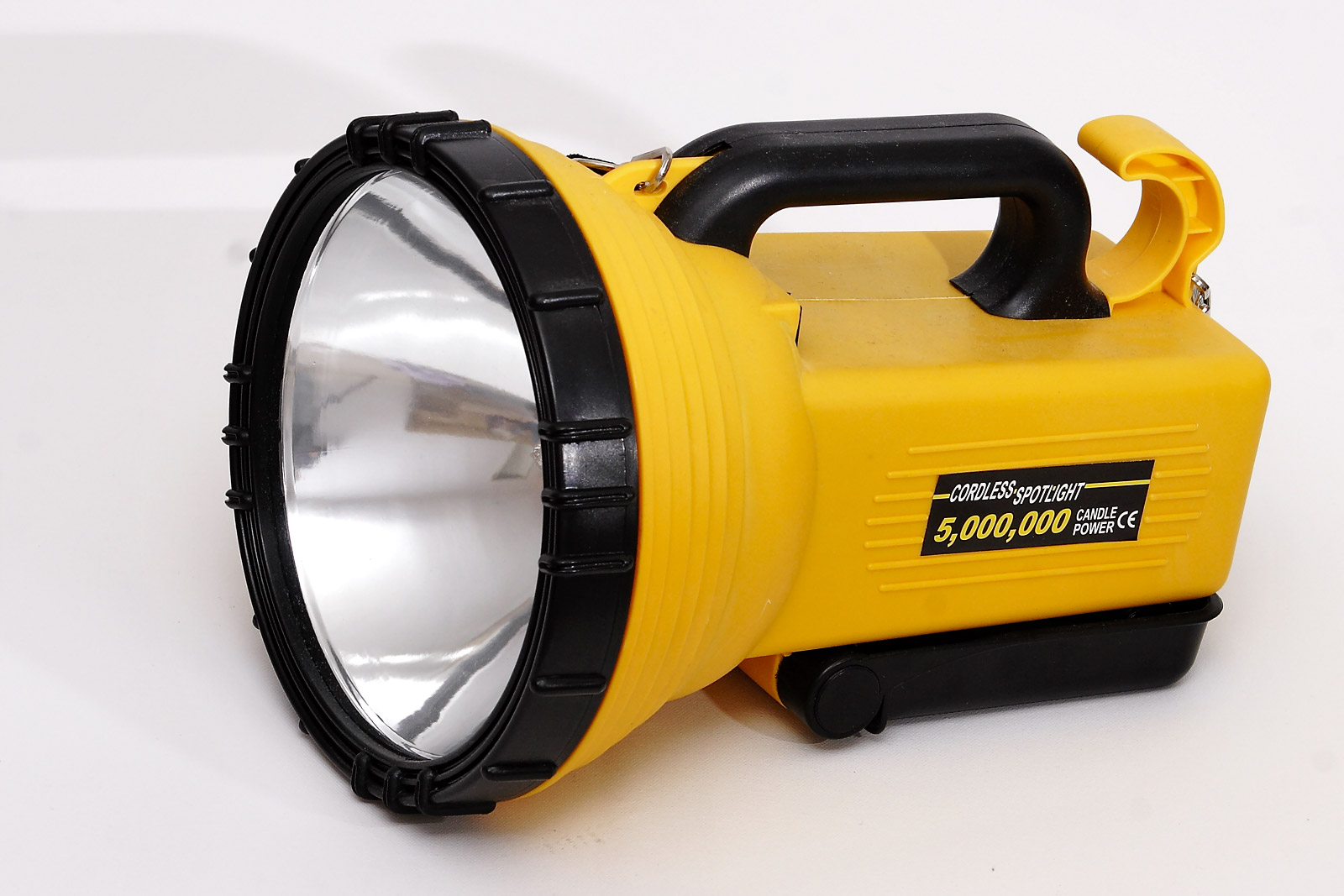
Llanterna Spotlight
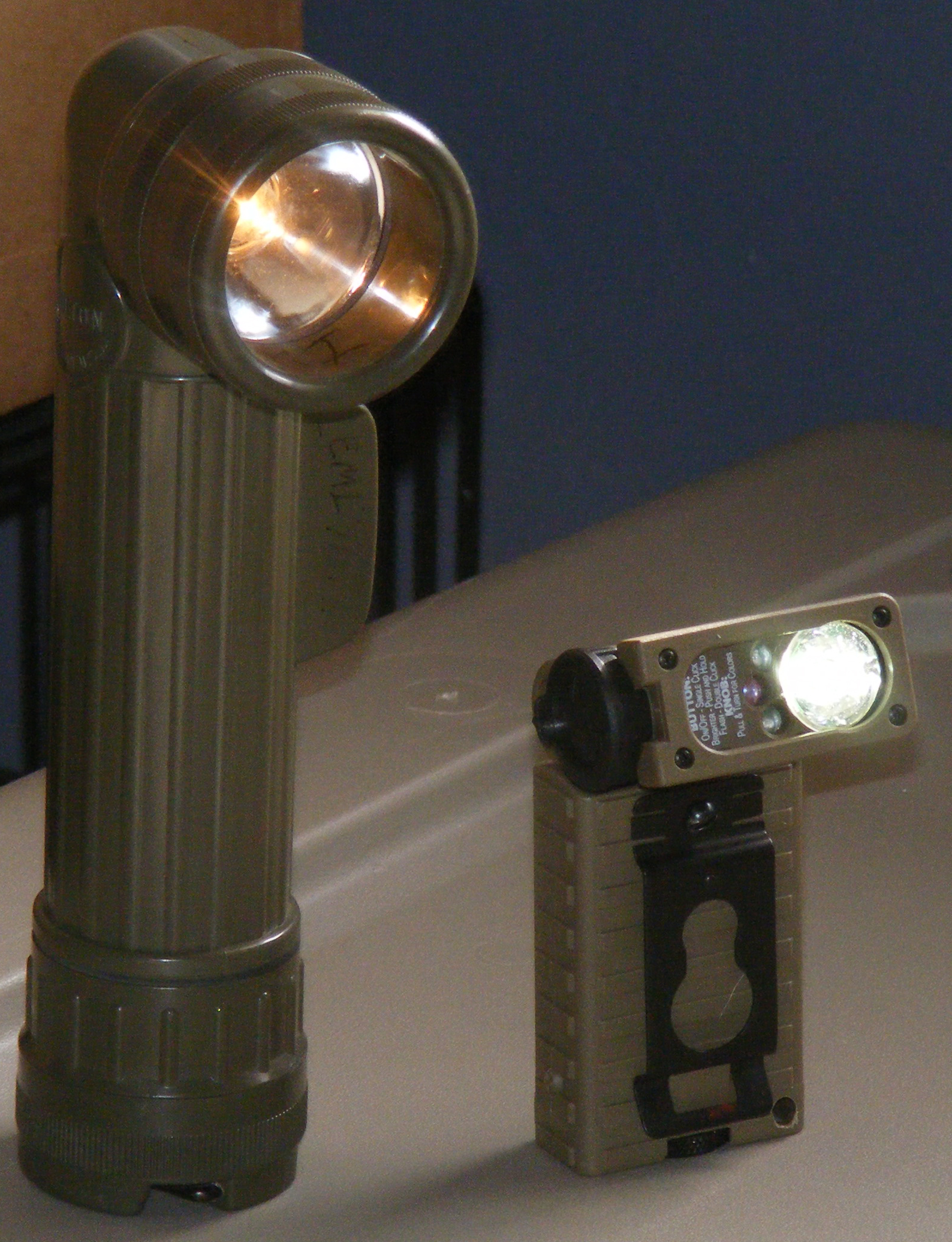
Llanterna de bombeta al costat d'una llanterna LED
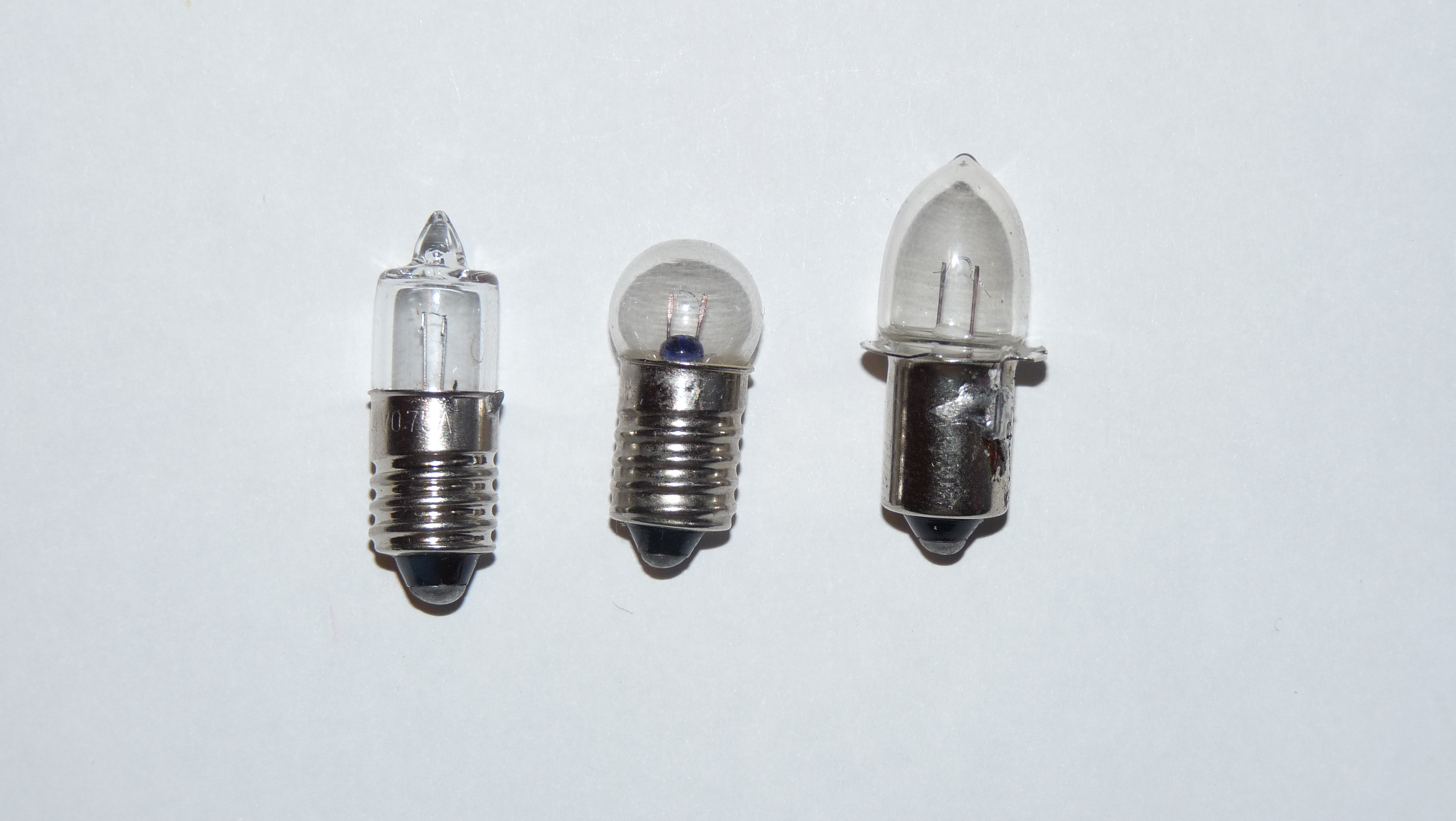
Bombetes incandescent
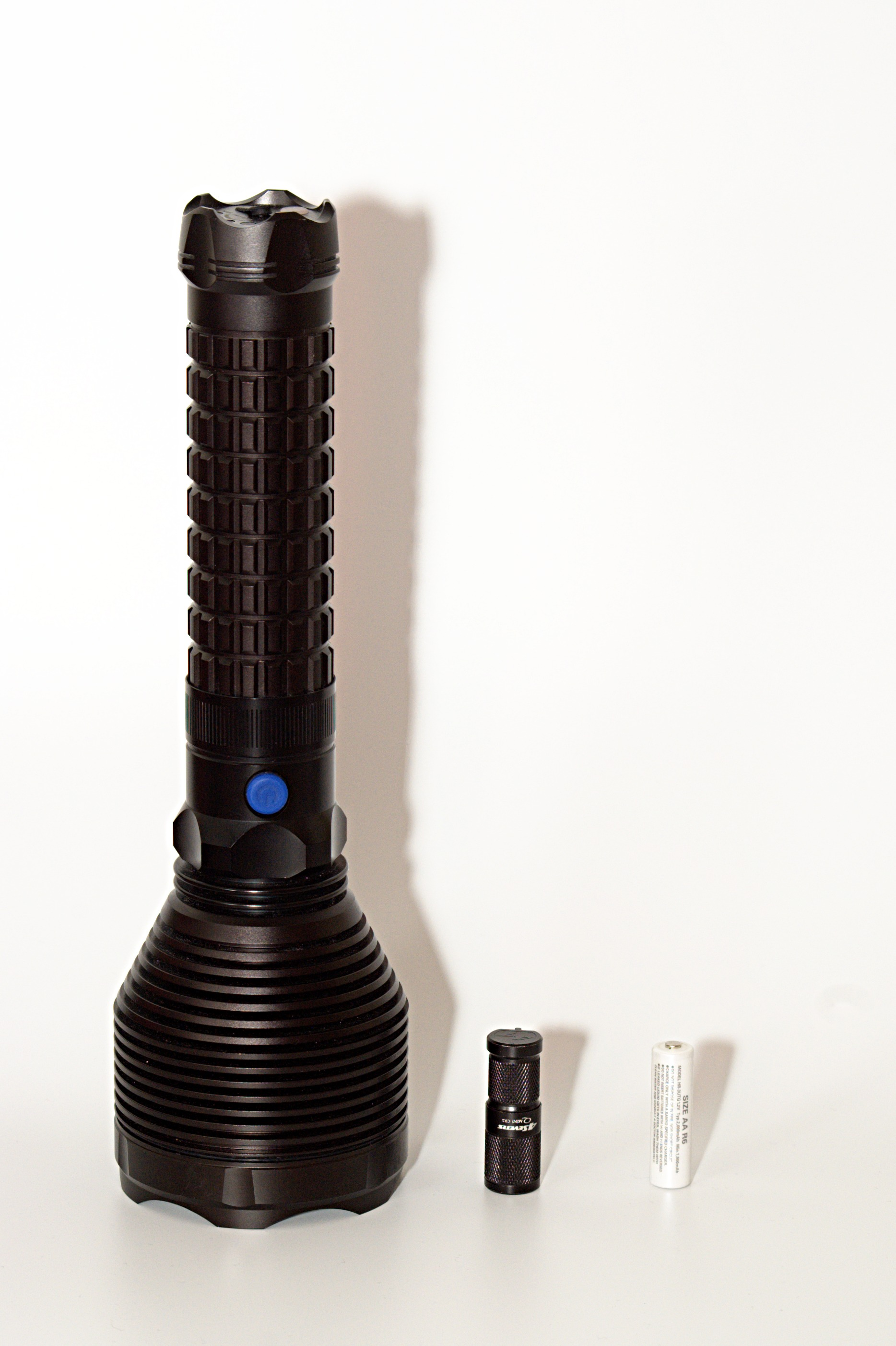
Llanternes LED extremes: Olight SR90, 2200 lumens (esquerra), Foursevens Mini MLR2, 180 lumens (centre), pila AA (dreta)
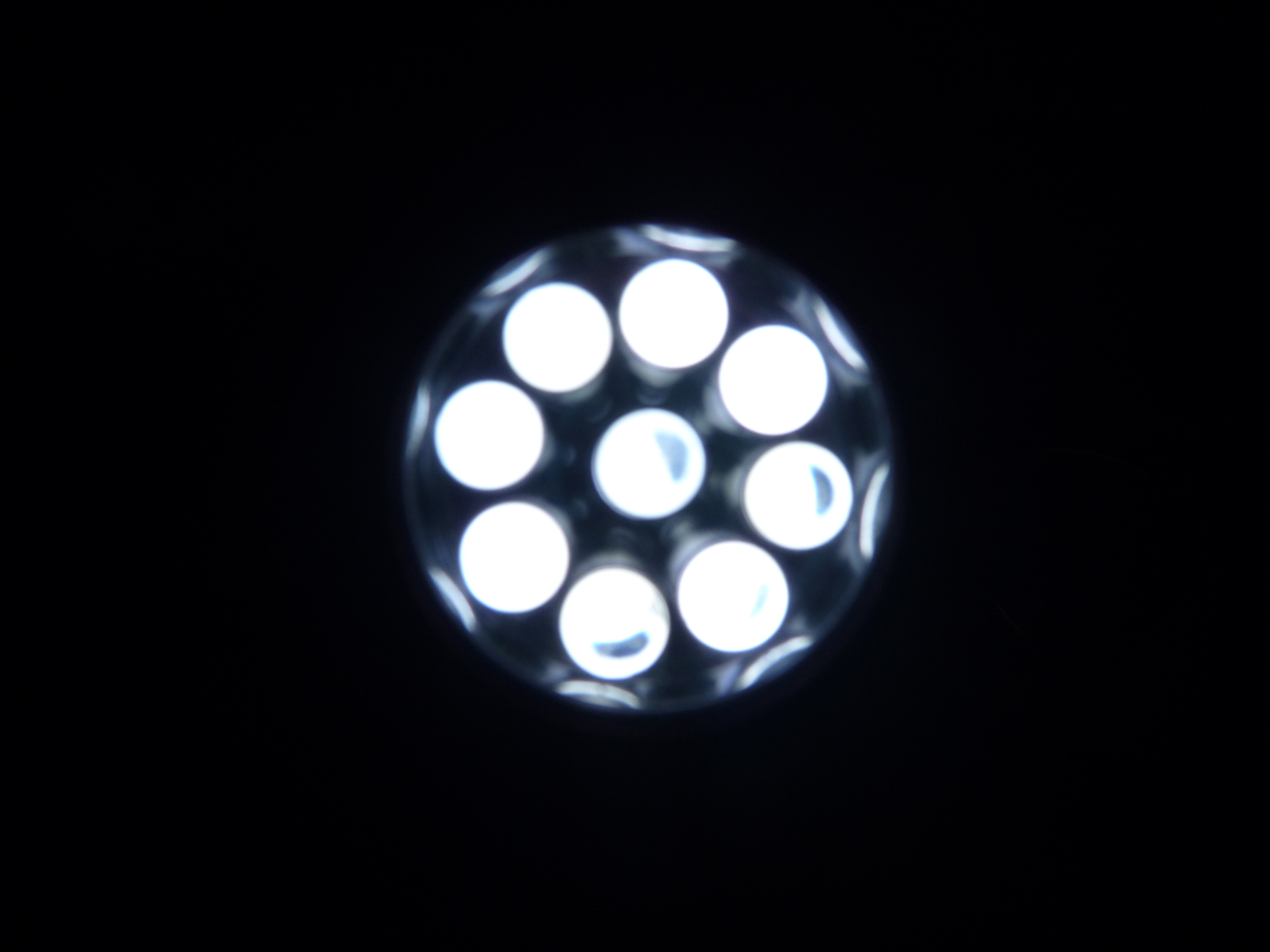
LEDs múltiples de 5 mm
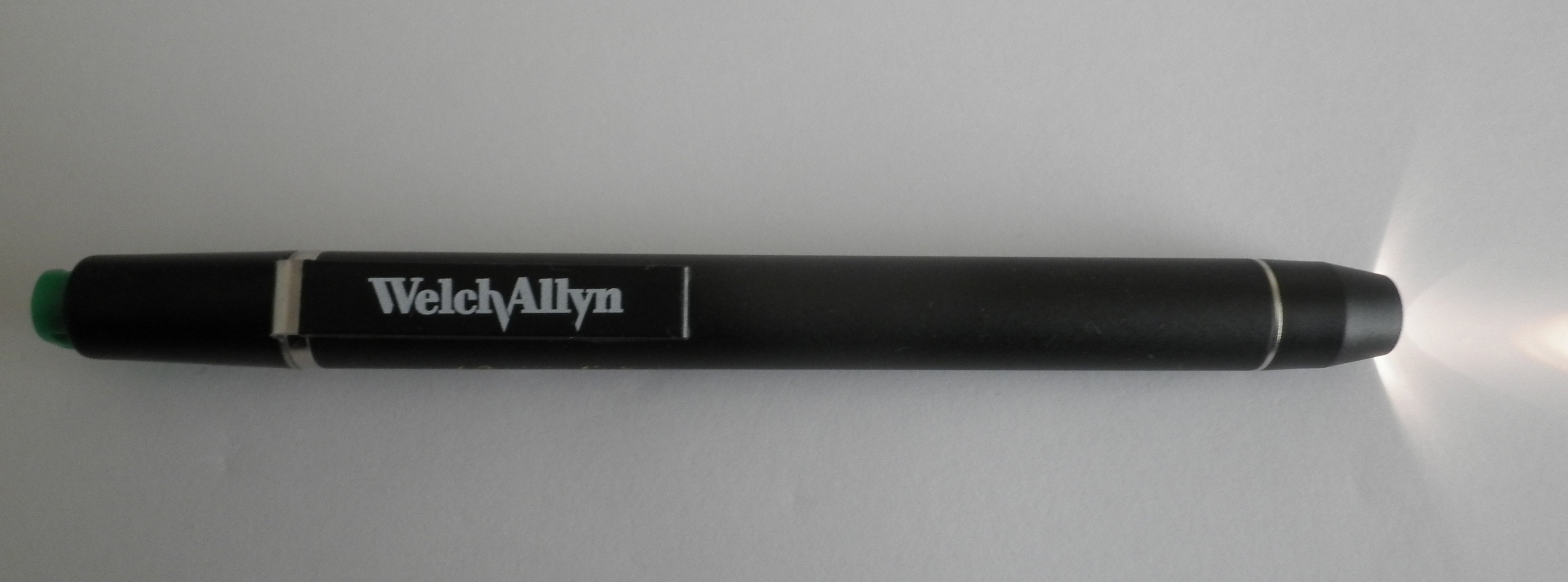
Llanterna llapis halògena
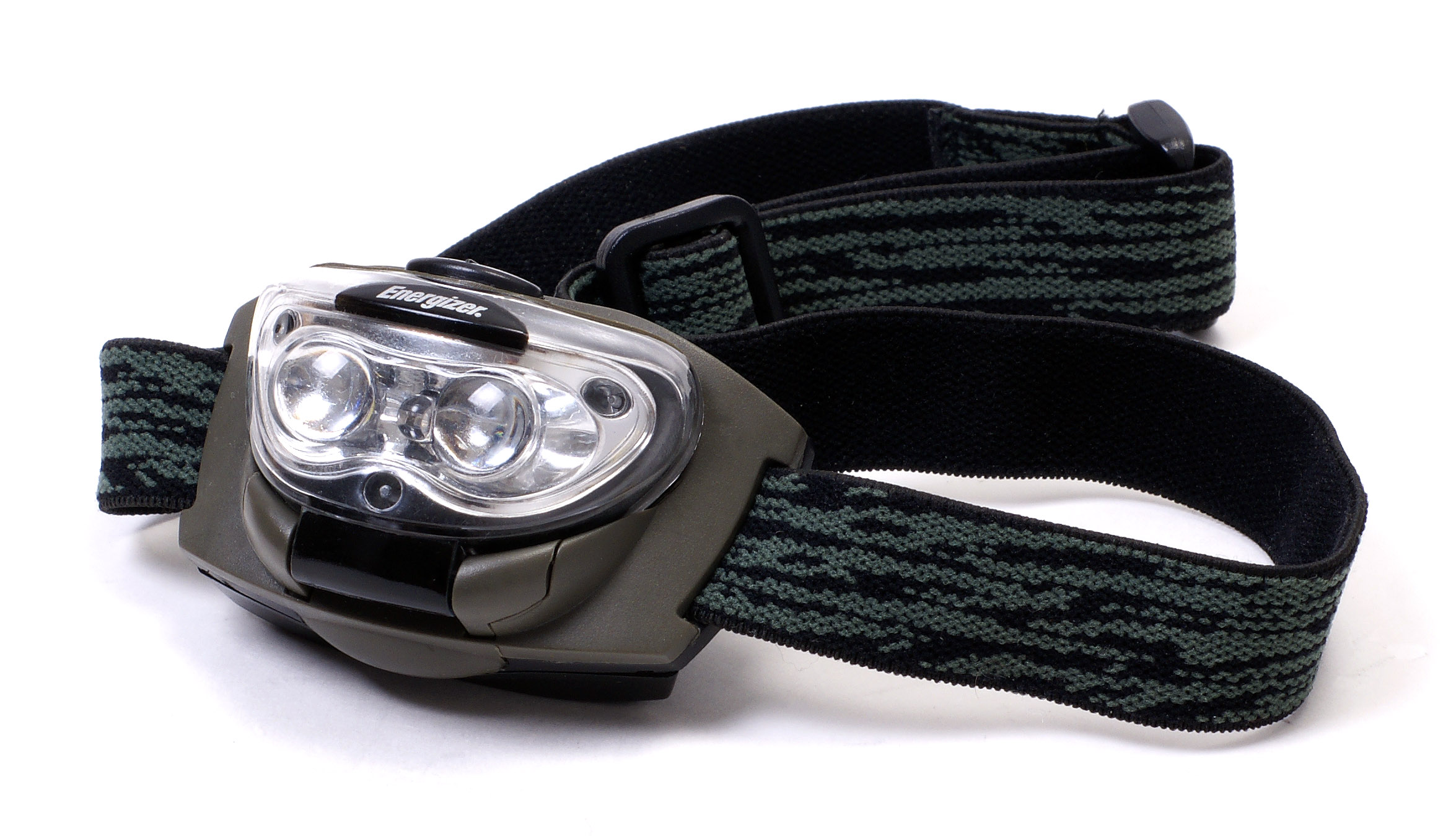
Llanterna frontal de LEDs